# Sirens (May Jailer)
Sirens è un album demo mai pubblicato di Lana Del Rey, sotto lo pseudonimo di May Jailer. L'album è stato caricato interamente su YouTube il 31 maggio 2012 da un utente non autorizzato, una procedura che viene comunemente definita come internet leak. Non è chiaro come l'utente sia entrato in possesso dei brani, ma secondo alcune fonti sarebbe successo mentre la cantante soggiornava in un albergo.

## Antefatti
Dopo aver imparato sei accordi sulla chitarra acustica, la cantante prese la decisione di scrivere più canzoni possibili con quel solo numero di accordi, infatti la maggior parte delle tracce è composta nella stessa chiave. L'album è il risultato della sua sperimentazione musicale.

## Tracce
1. Drive By – 2:51
2. Next To Me – 2:41
3. A Star For Nick – 2:43
4. My Momma – 3:25
5. Bad Disease – 3:42
6. Out With A Bang – 3:19
7. Dear Elliot – 4:33
8. Try Tonight – 3:35
9. Peace – 5:48
10. How Do You Know Me So Well? – 3:59
11. Pretty Baby – 3:39
12. Aviation – 3:11
13. Move – 4:13
14. Junky Pride – 2:52
15. Birds Of A Feather – 2:46